# Gusz Szalom
Gusz Szalom (hebr. גוש שלום, dosł. Blok na rzecz Pokoju) – izraelski ruch pokojowy o profilu lewicowym założony w roku 1993 przez byłego członka Knesetu i dziennikarza Uriego Awneri.
Gusz Szalom jest niezależną organizacją pozaparlamentarną i ma wśród swoich członków osoby związane z różnymi partiami politycznymi. Zajmuje stanowisko bardziej zdecydowane i radykalne niż inne izraelskie organizacje pokojowe takie jak Pokój Teraz. Gusz Szalom sprzeciwia się okupacji Zachodniego Brzegu Jordanu i blokadzie Strefy Gazy, wspiera żołnierzy odmawiających służby na Terytoriach Okupowanych. Postuluje powstanie niepodległego państwa palestyńskiego w granicach z 1967 roku i uznanie Jerozolimy za wspólną stolicę dwóch państw. Uznaje również co do zasady palestyńskie „prawo powrotu”, pod warunkiem, że nie zmieni ono znacząco stosunków demograficznych w Izraelu.
Działacze Gusz Szalom organizują demonstracje pokojowe, propagują bojkot produktów wytworzonych przez żydowskich osadników na Terytoriach Okupowanych, uczestniczą w odbudowywaniu domów zniszczonych przez Siły Obronne Izraela.
W roku 2001 organizacja wraz ze swymi założycielami otrzymała nagrodę Right Livelihood (nazywaną „alternatywną Nagrodą Nobla”) – „za dążenie do pokoju i pojednania”.